# Roberto Cino Uliambre
Roberto Cino Uliambre (Asunción, 25 de maig de 1954 - Asunción, 22 de novembre de 2015) fou un futbolista paraguaià de les dècades de 1970 i 1980.

## Trajectòria
Començà la seva trajectòria al Club Sol de América, club amb el qual amb 15 anys debutà a la primera divisió paraguaiana. Més tard jugà a Cerro Porteño, un dels grans clubs paraguaians, on fou campió nacional, i el 1973 fou traspassat al RCD Espanyol. Això no obstant, després de la primera temporada, es trobà amb el problema que el club tenia les dues places d'estrangers cobertes, amb Luis César Ortiz Aquino i Sanny Aslund, i Carlos Caszely la temporada següent. La temporada 1974-75 fou cedit al Club Olimpia d'Asunción i la següent no va jugar a la lliga, només alguns amistosos. Finalment retornà a l'Espanyol la temporada 1976-77, tot i no ser titular indiscutible. El 1977 jugà una temporada a la UD Salamanca a primera divisió i a continuació dues més al Getafe Deportivo a Segona. A inicis de la dècada dels 1980 jugà a Mèxic, primer al Cruz Azul la temporada 1981-82 y la següent al CF Monterrey. Acabà la seva carrera al Club Nacional d'Asunción encara jove, ja que només tenia 30 anys.
Un gol seu donà al Paraguai el títol del campionat Sud-americà sots 20 de l'any 1971. A més fou tres cops internacional absolut l'any 1973, quan encara no havia complert els 20 anys, disputant les eliminatòries del Mundial de 1974.